# مازووار (ميره ديه سقز)
قرية مازووار (بالكردية: مازووار) هي إحدى القرى التابعة لـمیره دیه في ريف قسم مركزي من مقاطعة سقز، في محافظة كردستان الإيرانية.

## السكان
حسب إحصاءات سنة 2006، بلغ إجمالي السكان في مازووار 173 نسمة وعدد المساكن 33 مسكن. لغة سكان مازووار هي اللغة الكردية و هم من أهل السنة والجماعة والمذهب الشافعي.